# Северянская улица (Чернигов)
Северянская улица (укр. Сіверянська вулиця) — улица в Новозаводском районе города Чернигова. Пролегает от улиц Князя Чёрного и Толстого до тупика и улицы Колосковых, исторически сложившаяся местность (район) Холодные Яры.
Нет примыкающих улиц.

## История
В 18 веке был застроен одноэтажными домами глубокий разветвлённый Холодный Яр (Овраг), который издревле граничил с Черниговским Посадом-Предградьем. Первое название улицы 2-й Холодный Яр связано с данной местностью. 
В 1955 году улица получила современное название — в честь восточно-славянского племенного союза северян. До 1922 года улица Коцюбинского называлась Северянской.
Возле перекрёстка улиц Толстого и Северянской в 1983 году были обнаружены подземные останки каменного храма 12 века.

## Застройка
Улица пролегает по оврагу в северо-западном направлении, в центральной своей части раздваивается: первый участок ведёт в тупик, а второй к улице Колосковых. Улица живописная, извилистая в плане, повторяя ландшафт местности. Парная и непарная стороны улицы заняты усадебной застройкой. 
Учреждения: нет